# Parfümindustrie in Deutschland
Die Parfümindustrie in Deutschland ist eine im 18. und 19. Jahrhundert entstandene Branche. Besonders prägend war die industrielle Herstellung synthetischer Duftstoffe durch die Parfümindustrie, die es ermöglichte, natürliche Rohstoffe kostengünstig zu ersetzen.

## Frühe Anfänge und Etablierung

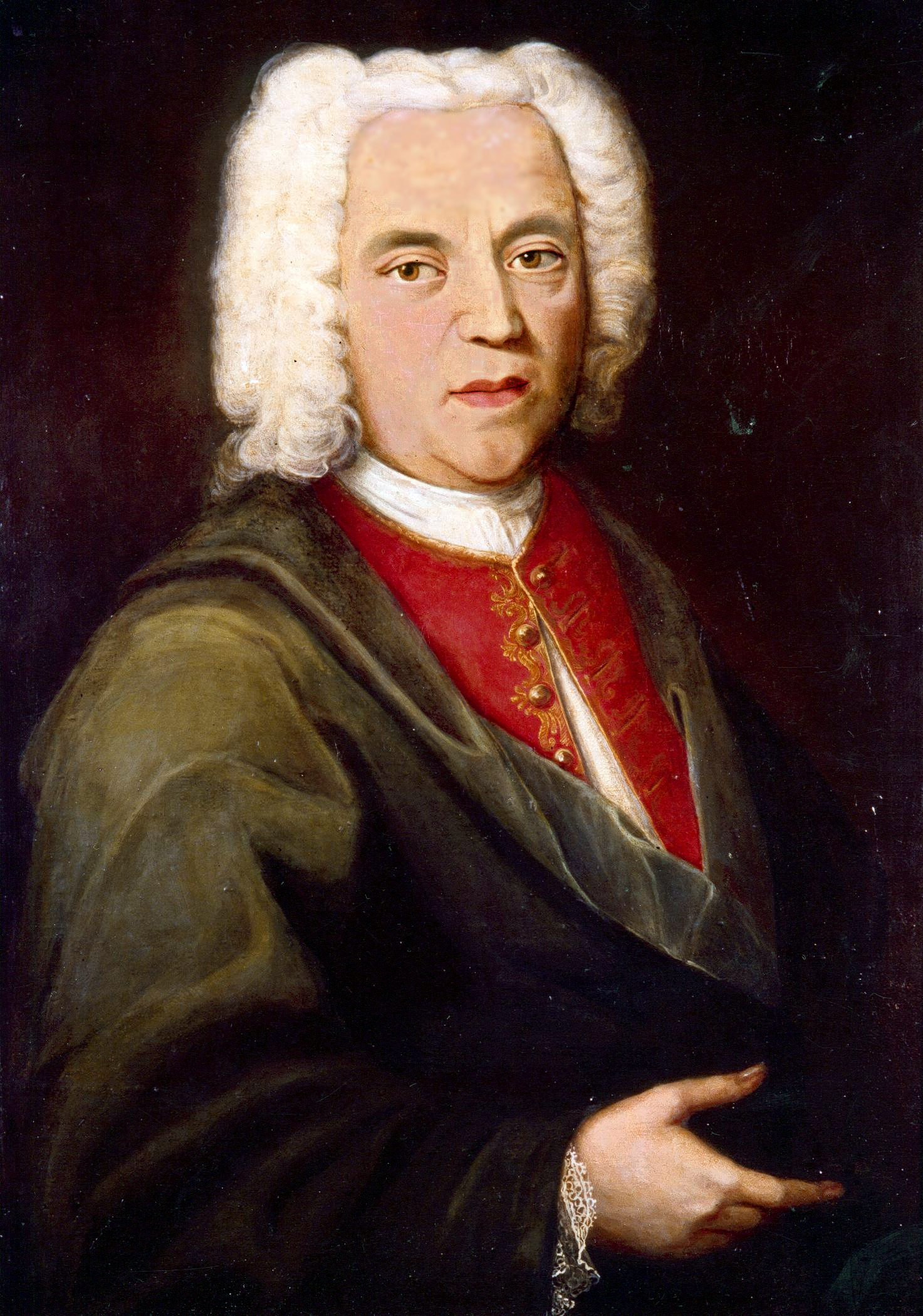
Johann Maria Farina (1685–1766)

Die Ursprünge der deutschen Parfümindustrie reichen bis ins frühe 18. Jahrhundert zurück. Ein entscheidender Meilenstein war die Gründung des Unternehmens Johann Maria Farina gegenüber dem Jülichs-Platz im Jahr 1709 in Köln durch Giovanni Battista Farina. Sein jüngerer Bruder Johann Maria Farina entwickelte 1714 ein außergewöhnlich frisches Duftwasser, das als Eau de Cologne bekannt wurde. Inspiriert von italienischen Frühlingsmorgen nach dem Regen, setzte es auf Zitrusnoten statt der damals dominierenden schweren Düfte. Dies legte den Grundstein für die moderne Parfümherstellung in Deutschland.

## Aufstieg durch chemische Innovationen
Mit den Fortschritten der organischen Chemie im 19. Jahrhundert konnte Deutschland seine Stellung in der Parfümindustrie weiter ausbauen. Die synthetische Herstellung von Duftstoffen ermöglichte es, neue Aromen zu erschließen und kostengünstigere Alternativen zu natürlichen Essenzen zu entwickeln. 
Wilhelm Haarmann und Ferdinand Tiemann entwickelten 1874 in Holzminden ein Verfahren zur künstlichen Herstellung von Vanillin. Zudem gelang ihnen die Synthese des Veilchenduftes aus der Iriswurzel, wodurch eine kostengünstigere Alternative zu natürlichem Veilchenextrakt entstand – eine bedeutende Entwicklung, da 1 kg Veilchenblüten damals 80.000 Goldmark (etwa 300.000 Euro) kostete. Haarmann gründete daraufhin die Vanillinfabrik Dr. Wilhelm Haarmann, später Haarmann & Reimer, die 2003 mit Dragoco zu Symrise, einem Hersteller von Duft- und Aromastoffen, fusionierte.
Bei Experimenten mit TNT stieß der Chemiker Albert Bauer zufällig auf eine synthetische Variante des Moschusduftes, der zuvor ausschließlich aus den Drüsensekreten des Moschushirsches gewonnen wurde – ein teurer und umstrittener Rohstoff. Bauers Entdeckung legte den Grundstein für die Herstellung von Moschusduftstoffen ohne tierische Quellen.

## Bedeutende Unternehmen und Persönlichkeiten

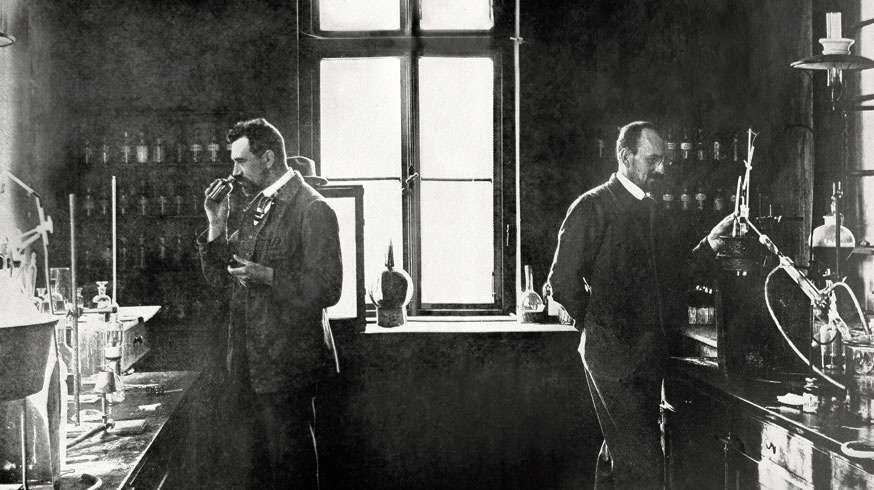
Im Labor bei Haarmann und Reimer, links Karl Reimer (um etwa 1878)

Neben Farina in Köln prägten weitere Pioniere die deutsche Parfümindustrie. Die 1829 in Leipzig gegründete Firma Schimmel & Co. gilt neben Haarmann & Reimer als Wiege der deutschen Duftstoffindustrie. Die Gründer, der Apotheker Gottlob Eduard Büttner und der Drogist Ernst Ludwig Spahn, etablierten zunächst ein Handelshaus für Arzneidrogen. Nach dem Ausscheiden der Gründer übernahmen die Brüder Schimmel das Unternehmen und benannten es in Schimmel & Co. um. Im Jahr 1879 eröffnete Schimmel & Co. als erstes deutsches Unternehmen der Branche ein eigenes Entwicklungslabor zur Herstellung ätherischer Öle. Bedeutende Wissenschaftler wie Carl Freiherr von Rechenberg, Eduard Gildemeister und Heinrich Walbaum trugen maßgeblich zur Forschung und Entwicklung im Bereich der ätherischen Öle bei.

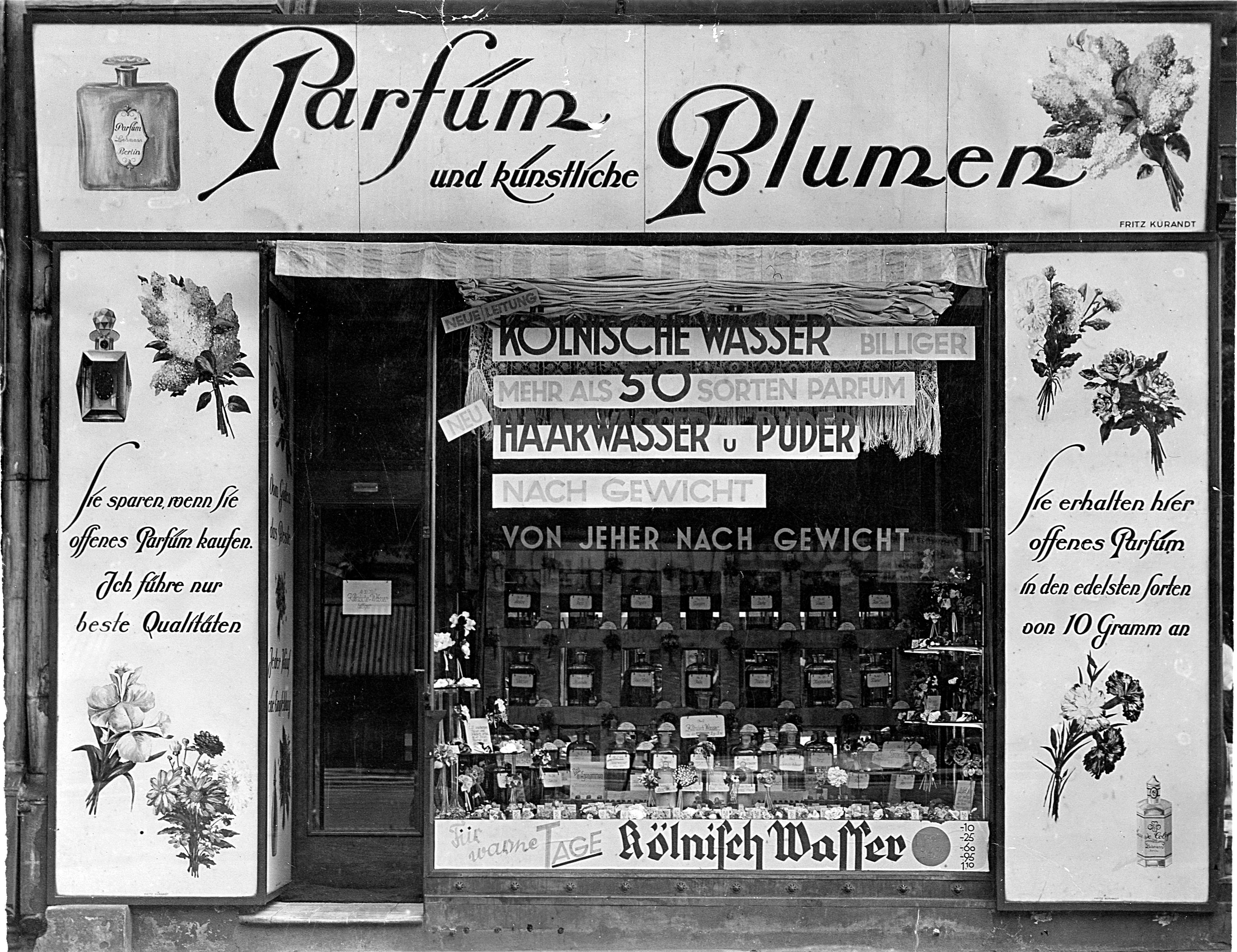
Ladengeschäft "Harry Lehmann - Parfüm und künstliche Blumen" (1926)

In Berlin trugen insbesondere zwei Unternehmen zur Entwicklung der Parfümindustrie bei:
J. F. Schwarzlose Söhne, gegründet 1856 durch den Klavierbauer Joachim Friedrich Schwarzlose. Ursprünglich als Drogeriehandel gestartet, entwickelte sich das Unternehmen rasch zu einer renommierten Parfümfabrik. 1902 übernahm die Firma die Parfümeriefabrik Treu & Nuglisch, die 1823 in Berlin gegründet worden war und als Hoflieferant fungierte. Nach dem Zweiten Weltkrieg wurde das Unternehmen wieder aufgebaut, jedoch 1976 endgültig geschlossen. 2012 erfolgte eine Wiederbelebung der Marke unter dem Namen J.F. Schwarzlose Berlin.
Die Parfümerie Harry Lehmann, gegründet 1926 in Berlin, etablierte sich als innovatives Unternehmen, das als Erstes künstliche Blumen mit passenden Düften kombinierte. Kunden konnten die Anfang des 20. Jahrhunderts sehr beliebten künstlichen Blumen erwerben und diese mit entsprechenden Parfümölen besprühen. Dieses Konzept ermöglichte es, den Duft von Blumen dauerhaft zu genießen, ohne auf frische Schnittblumen angewiesen zu sein. Durch diese Kombination aus künstlichen Blumen und Parfümölen erschuf sich die Parfümerie ein Alleinstellungsmerkmal, das noch bis ins Jahr 2022 bestand.